# Lupinus dorae
Lupinus dorae är en ärtväxtart som beskrevs av Charles Piper Smith. Lupinus dorae ingår i släktet lupiner, och familjen ärtväxter. Inga underarter finns listade i Catalogue of Life.